# China's Unnatural Disaster: The Tears of Sichuan Province
The Secret of Kells é um documentário de 2009 dirigido por Jon Alpert e Matthew O'Neill. Como reconhecimento, foi nomeado ao Oscar 2010 na categoria de Melhor Documentário em Curta-metragem.